# Silke Seif

Silke Seif (2024), Foto: Tobias Koch

Silke Seif (* 6. Februar 1972 in Offenbach am Main) ist eine deutsche Politikerin der Christlich Demokratischen Union Deutschlands (CDU) und Mitglied der Hamburgischen Bürgerschaft.

## Leben
Mitglied der CDU ist Seif seit 1991. Ihr Vater war der hessische CDU-Politiker und Staatssekretär a. D. Karl-Winfried Seif. Vor ihrem Umzug nach Hamburg war sie von 1998 bis 2004 Kreistagsabgeordnete im hessischen Limburg-Weilburg. Im Jahre 2008 wurde sie Mitglied der Bezirksversammlung Eimsbüttel mit Schwerpunkten in der Regionalpolitik. Dieses Amt übte sie bis zum Jahr 2020 aus. Auch war sie Fraktionssprecherin im Regionalausschuss Lokstedt/Niendorf/Schnelsen und Fachsprecherin im Fachausschuss Sozialraum. Sie ist Ortsvorsitzende des CDU-Ortsverbandes Lokstedt, Niendorf und Schnelsen und stellvertretende Kreisvorsitzende der CDU Eimsbüttel. Seit Mitte 2022 ist sie Beisitzerin im Landesvorstand der CDU Hamburg und seit 2024 Landesvorsitzende der CDA Hamburg.  
Als Direktkandidatin aus dem Wahlkreis Lokstedt/Niendorf/Schnelsen zog sie bei der Bürgerschaftswahl am 23. Februar 2020 und erneut bei der Bürgerschaftswahl am 2. März 2025 in die Hamburgische Bürgerschaft ein. Dort ist sie seitdem Fraktionsfachsprecherin für Familie, Kinder und Jugend und für die Härtefallkommission.
Seif ist gelernte Kauffrau und war bis 31. Oktober 2024 Geschäftsführerin der Wälderhaus gGmbH, einer gemeinnützigen Tochtergesellschaft der Schutzgemeinschaft Deutscher Wald Hamburg, und des Beschäftigungsträgers einfal gGmbH. Ebenfalls bekleidet sie das Amt der Vorsitzenden des Freizeitzentrums Schnelsen e.V.
Seif ist verheiratet und hat zwei Kinder.